# サン＝ピエール＝デ＝ゼショブローニュ
サン＝ピエール＝デ＝ゼショブローニュ （Saint-Pierre-des-Échaubrognes）は、フランス、ヌーヴェル＝アキテーヌ地域圏、ドゥー＝セーヴル県のコミューン。

## 地理
サン＝ピエール＝デ＝ゼショブローニュは、メーヌ＝エ＝ロワール県との境に沿っている。コミューンは、モレヴリエから2km、ショレから15km、ブレシュイールから30km離れている。コミューンは、ドゥー＝セーヴル県内では完全にモレオンに周りを囲まれているが、ショレ、モレヴリエ、イゼルネとの境界線にも接している。

## 歴史
コミューンは2つの教区の合併で生まれた。アンジューに属するサンティレール・デ・ゼショブローニュ、そしてアンジューとポワトゥーの間に広がる辺境コミューンの一部であったサン・ピエール・デ・ゼショブローニュである。
中世、2つの村はモージュ地方の一部だった。アンシャン・レジームの体制下では、2つの村はアンジェのセネシャル管区に属していた。1785年時点で、2つの村の面積は8000ヘクタール、人口は4000人近くあった。
2つの村は、1823年7月の王令によって合併しコミューンとなった。新しいコミューン全体が同時に隣接するドゥー＝セーヴル県に移った。
1862年、コミューンの一部が分割され、新たにルブランドというコミューンが誕生した。

## 人口統計
| 1962年 | 1968年 | 1975年 | 1982年 | 1990年 | 1999年 | 2008年 | 2013年 |
| ------ | ------ | ------ | ------ | ------ | ------ | ------ | ------ |
| 1012   | 961    | 1023   | 1113   | 1253   | 1251   | 1378   | 1379   |

参照元:1962年から1999年までは複数コミューンに住所登録をする者の重複分を除いたもの。それ以降は当該コミューンの人口統計によるもの。1999年までEHESS/Cassini、2004年以降INSEE。